# La Vencedora
La Vencedora är en ort i Mexiko.   Den ligger i kommunen Huimanguillo och delstaten Tabasco, i den sydöstra delen av landet, 600 km öster om huvudstaden Mexico City. La Vencedora ligger 12 meter över havet och antalet invånare är 708.
Terrängen runt La Vencedora är mycket platt. Runt La Vencedora är det ganska glesbefolkat, med 45 invånare per kvadratkilometer. Närmaste större samhälle är Blasillo 1ra. Sección, 8,9 km väster om La Vencedora. Trakten runt La Vencedora består till största delen av jordbruksmark.